# Pteris laurea
Pteris laurea là một loài thực vật có mạch trong họ Pteridaceae. Loài này được Desv. miêu tả khoa học đầu tiên năm 1827.